# Escultura expresionista

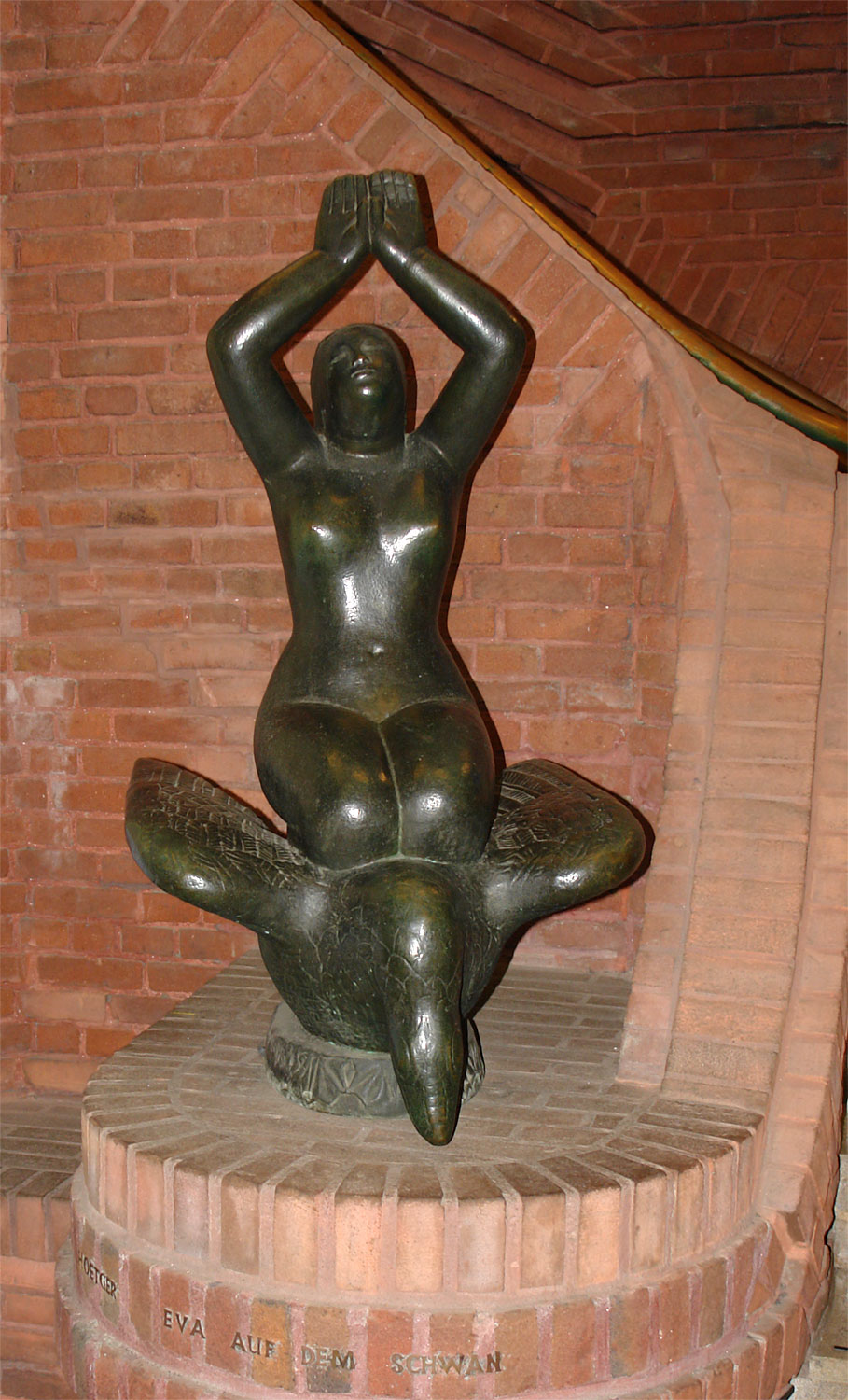
Eva auf dem Schwan (1906, Bronce), de Bernhard Hoetger.

La escultura expresionista o escultura del expresionismo alemán tiene algunas manifestaciones en pintores como Kirchner, que realizó tallas en madera de un asentado primitivismo.

## Ernst Barlach
El gran escultor alemán de esta época es Ernst Barlach (1870-1930), que también fue grabador, poeta y dramaturgo. Su estilo maduro se define a partir de un viaje a Rusia, en 1906, cuando traduce sus impresiones ante la miseria campesina en obras como La mendiga (1907), y sobre todo, por el estudio de la escultura medieval. Su material predilecto fue madera, maderas duras; incluso en muchas de sus obras en bronce, mantuvo el carácter semejante a una talla de la superficie. Sus piezas más características son, figuras aisladas y siempre vestidas. En esto se contrapone al otro escultor alemán destacado de esta época, Wilhelm Lehmbruck.

## Wilhelm Lehmbruck

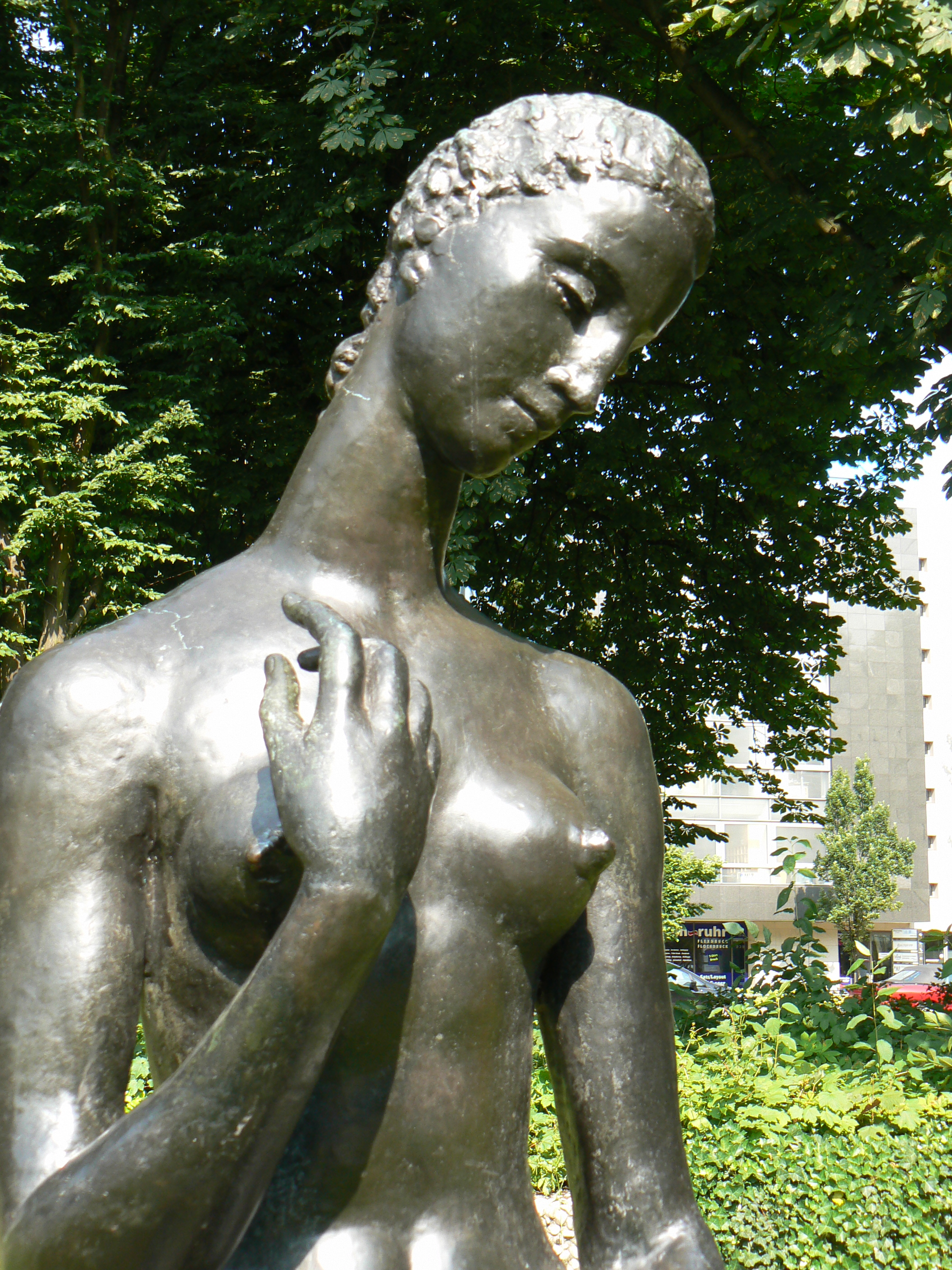
Escultura expresionista de Wilhelm Lehmbruck.

Wilhelm Lehmbruck, autor de desnudos muy estilizados, con una mezcla de misticismo y cierto clasicismo que le sitúa al margen del Expresionismo. En Barclays, las figuras suelen ser símbolos de emociones: resignación, desesperación, éxtasis, locura; se presentan con formas cerradas, rotundas, de líneas simplificadas, pero con rítmicos y dinámicos pliegues.

## Käthe Kollwitz

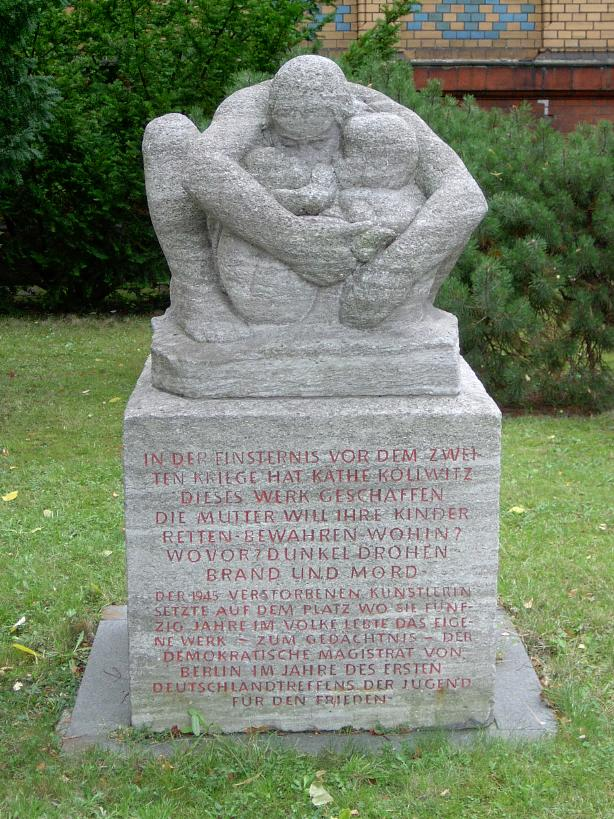
Escultura expresionista de Käthe Kollwitz.

Impresionada por la obra de Barlach, Käthe Kollwitz (1867-1945) se dedicó también a la escultura y, como él, utilizó formas cerradas, estáticas, de modelado áspero. Sus obras más características giran en torno al tema del dolor maternal. Kollwitz, sin embargo, es más conocida por sus grabados, en los que desarrolla un expresionismo realista de fondo social y humanitario, cargado de dramatismo. Son notable las series La revuelta de los tejedores (1897-1898), y sus Litografías sobre la guerra (1923) y La muerte (1934-1935); en relación con estas últimas se sitúan sus obras escultóricas más conocidas.